# Culex eastor
Culex eastor är en tvåvingeart som beskrevs av Dyar 1920. Culex eastor ingår i släktet Culex och familjen stickmyggor. Inga underarter finns listade i Catalogue of Life.